# 2014年ソチオリンピックのイギリス選手団
2014年ソチオリンピックのイギリス選手団（2014ねんソチオリンピックのイギリスせんしゅだん）は、2014年2月7日から23日までロシアのソチで開催された2014年ソチオリンピックのイギリス選手団、およびその競技結果。

## 概要
今大会は金メダル1個、銀メダル1個、銅メダル2個の合計4個のメダルを獲得した。
イギリス選手団が1大会で複数個のメダルを獲得したのは、1994年リレハンメルオリンピック以来20年ぶり、1大会で金銀銅メダル全てを獲得したのは1936年ガルミッシュ・パルテンキルヘンオリンピック以来78年ぶりだった。

## メダル
| メダル | 選手名 | 競技         | 種目                 |
| ------ | --- | ------------ | -------------------- |
| 金     | リジー・ヤーノルド                                                                                                   | スケルトン   | 女子                 |
| 銀     | デイヴィッド・マードック グレッグ・ドラモンド スコット・アンドリューズ マイケル・グッドフェロー トム・ブリュースター | カーリング   | 男子                 |
| 銅     | ジェニー・ジョーンズ                                                                                                 | スノーボード | 女子スロープスタイル |
| 銅     | イブ・ミュアヘッド アナ・スローン ヴィッキー・アダムス クレア・ハミルトン ローレン・グレイ                           | カーリング   | 女子                 |